# Jean de Condé (ménestrel)
Pour les articles homonymes, voir Jean de Condé et Condé.
Jean de Condé, né vers 1275-1280 et mort après mars 1352, fils de Baudouin de Condé, est, comme son père, un ménestrel et trouvère à la cour de Hainaut.

## Biographie
Jean de Condé a comme protecteur Guillaume Ier le Bon (v. 1286 - 1337), comte de Hainaut, de Hollande et de Zélande, auquel il dédie le Dit du bon comte Guillaume à l'occasion de sa mort ; il l'y appelle le « père des ménestrels ». Il se produit donc à la cour du comte qui se tient en hiver à Valenciennes et en été au Quesnoy. Les comptes de la cour de Hainaut gardent trace de gratifications reçues par Jean de Condé.
Dans l'inventaire des dépenses exposées lors des funérailles de la comtesse Jeanne en 1352, il est appelé Jehan Le Roy, ce qui montre qu'il a reçu le titre de roi des ménestrels, titre qui était octroyé dans les cours seigneuriales ou princières entre le XIIIe et le XVe siècles.